# Trachionus mandibularis
Trachionus mandibularis är en stekelart som först beskrevs av Christian Gottfried Daniel Nees von Esenbeck 1816.  Trachionus mandibularis ingår i släktet Trachionus och familjen bracksteklar. Arten är reproducerande i Sverige. Inga underarter finns listade i Catalogue of Life.